# Nessaea regina
Nessaea regina är en fjärilsart som beskrevs av Osbert Salvin 1869. Nessaea regina ingår i släktet Nessaea och familjen praktfjärilar. Inga underarter finns listade i Catalogue of Life.